# 무성 경구개 마찰음
무성 경구개 마찰음(無聲硬口蓋摩擦音)은 자음의 하나로 경구개에서 조음되는 무성 마찰음이다.

## 발음의 예
- 한국어: 첫음절 첫소리 ㅎ이 /i, j/ 앞에 있을 때 이 소리가 난다.
- 일본어: 'ひ' 및 ひゃ행의 첫소리에서 이 소리가 난다.
- 아일랜드어: t 앞이 아닌 좁은 자음 ch에서 이 소리가 난다.
- 스코틀랜드 게일어: 좁은 자음 ch에서 이 소리가 난다.
- 루마니아어: /i, j/ 앞에 오는 h에서 변이음으로 난다.
- 독일어: /a, o, u/ 뒤에 오지 않는 ch에서 이 소리가 난다.
- 르완다어: shy에서 이 소리가 난다.
- 몽어: xy에서 이 소리가 난다.
- 아이슬란드어: hj에서 이 소리가 난다.